# Cá hồi Iwame
Cá hồi Iwame (hay markless trout, Oncorhynchus masou var. iwame), là một Họ Cá hồi nước ngọt ở Nhật Bản.